# العلاقات البوليفية الغينية
العلاقات البوليفية الغينية هي العلاقات الثنائية التي تجمع بين بوليفيا وغينيا.

## مقارنة بين البلدين
هذه مقارنة عامة ومرجعية للدولتين:
| وجه المقارنة                                              | بوليفيا                                          | غينيا       |
| --------------------------------------------------------- | ------------------------------------------------ | ----------- |
| المساحة (كم2)                                             | 1.10 مليون                                       | 245.86 ألف  |
| عدد السكان (نسمة)                                         | 11.05 مليون                                      | 12.72 مليون |
| الكثافة السكانية (ن./كم²)                                 | 10.05                                            | 51.74       |
| العاصمة                                                   | سوكري، لاباز                                     | كوناكري     |
| اللغة الرسمية                                             | اللغة الإسبانية، اللغة الأيمرية، كتشوا، غوارانية | لغة فرنسية  |
| العملة                                                    | بوليفاريو بوليفي                                 | فرنك غيني   |
| الناتج المحلي الإجمالي (بليون دولار)                      | 37.51 مليار                                      | 10.50 مليار |
| الناتج المحلي الإجمالي (تعادل القوة الشرائية) بليون دولار | 74.58 مليار                                      | 15.24 مليار |
| الناتج المحلي الإجمالي الاسمي للفرد دولار أمريكي          | 3.08 ألف                                         | 531         |
| الناتج المحلي الإجمالي للفرد دولار أمريكي                 | 6.63 ألف                                         | 1.22 ألف    |
| مؤشر التنمية البشرية                                      | 0.662                                            | 0.411       |
| رمز المكالمات الدولي                                      | +591                                             | +224        |
| رمز الإنترنت                                              | .bo                                              | .gn         |
| المنطقة الزمنية                                           | 00                                               | 00          |

## منظمات دولية مشتركة
يشترك البلدان في عضوية مجموعة من المنظمات الدولية، منها:
| علم المنظمة | اسم المنظمة                        | تاريخ انضمام بوليفيا | تاريخ انضمام غينيا |
| ----------- | ---------------------------------- | -------------------- | ------------------ |
|             | الاتحاد البريدي العالمي            | ?                    | ?                  |
|             | مؤسسة التنمية الدولية              | 21 يونيو 1961        | 26 سبتمبر 1969     |
|             | منظمة حظر الأسلحة الكيميائية       | ?                    | ?                  |
|             | منظمة التجارة العالمية             | 12 سبتمبر 1995       | 25 أكتوبر 1995     |
|             | الأمم المتحدة                      | 14 نوفمبر 1945       | 12 ديسمبر 1958     |
|             | وكالة ضمان الاستثمار متعدد الأطراف | 3 أكتوبر 1991        | 5 أكتوبر 1995      |
|             | منظمة الشرطة الجنائية الدولية      | ?                    | ?                  |
|             | مؤسسة التمويل الدولية              | 20 يوليو 1956        | 22 أكتوبر 1982     |
|             | البنك الدولي للإنشاء والتعمير      | 27 ديسمبر 1945       | 28 سبتمبر 1963     |
|             | يونسكو                             | 13 نوفمبر 1946       | 2 فبراير 1960      |

## وصلات خارجية
- موقع وزارة الخارجية البوليفية